# Погибляк
Погибляк (укр. Погибляк) — село в Лысянском районе Черкасской области Украины.
Население по переписи 2001 года составляло 434 человека. Почтовый индекс — 19315. Телефонный код — 4749.

## Местный совет
19315, Черкасская обл., Лысянский р-н, с. Погибляк